# Семёновка (Изюмский район)
Семёновка (укр. Семенівка) (до 1930 – Дабиновка) — село,
Малокамышевахский сельский совет,
Изюмский район,
Харьковская область, Украина.
Код КОАТУУ — 6322887005. Население по переписи 2001 года составляет 18 (7/11 м/ж) человек.

## Географическое положение
Село Семеновка находится на расстоянии в 1 км от реки Северский Донец (правый берег), выше по течению на расстоянии в 4,5 км расположено село Заводы, ниже по течению на расстоянии в 3 км расположено село Шпаковка.
От реки село отделено лесным массивом (сосна).
Рядом с селом проходит автомобильная дорога Т-2109.

## История
- конец 18 ст. — основано как село Дабиновка.
- 1930 — переименовано в село Семёновка.